# Benediktinerstraße 11 (Mönchengladbach)

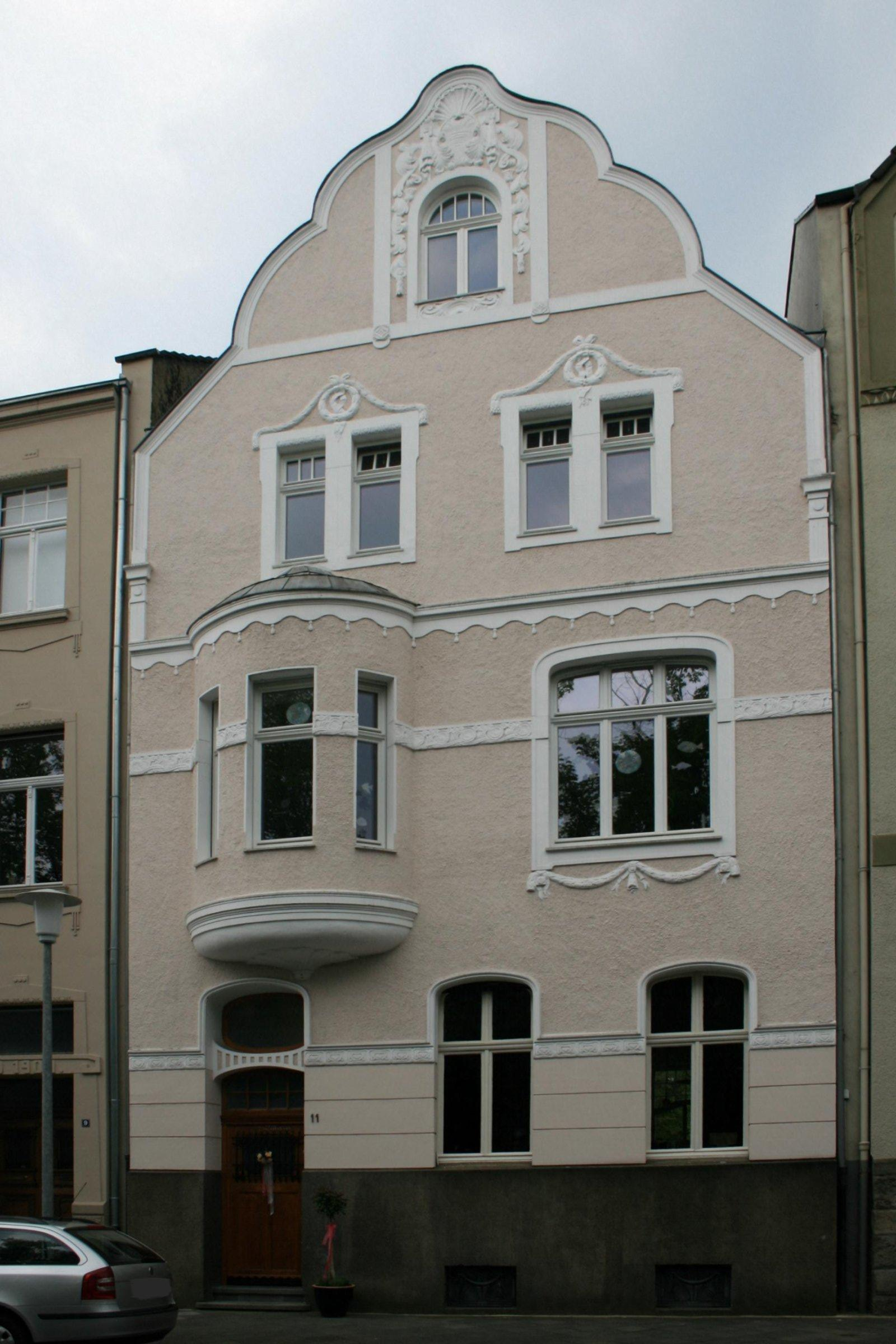
Wohnhaus (2010)

Das Wohnhaus Benediktinerstraße 11 steht in Mönchengladbach (Nordrhein-Westfalen).
Das Haus wurde 1909 erbaut. Es ist unter Nr. B 138 am 9. März 1994 in die Denkmalliste der Stadt Mönchengladbach eingetragen worden.

## Lage
Die Benediktinerstraße liegt in unmittelbarer Nähe zum Bunten Garten.

## Architektur
Bei dem Objekt handelt es sich um einen dreigeschossigen Putzbau mit rückwärtigem Anbau. Das Haus liegt in einer vollkommen geschlossenen Häuserzeile und wurde 1909 erbaut. Die Dachform wird durch einen fassadenübergreifenden Schweifgiebel verdeckt.